# Fred Lonberg-Holm

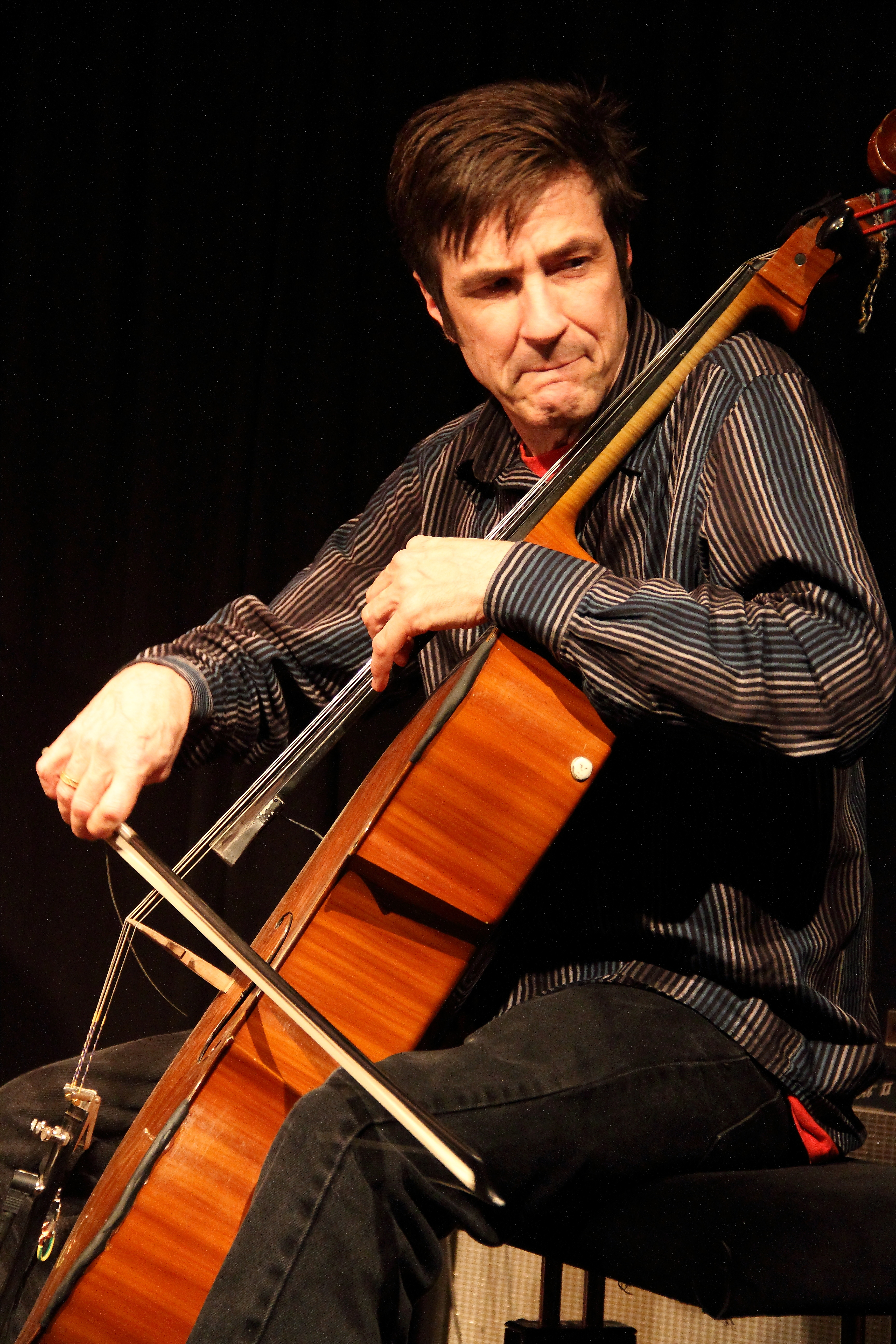
Mit Ullmann/Swell´s Chicago Plan im Club W71, 2018

Fred Lonberg-Holm (* 1. Oktober 1962 in Delaware) ist ein US-amerikanischer Cellist.

## Leben und Wirken
Lonberg-Holm wuchs in Wilmington auf, wo er mit zehn Jahren klassischen Cellounterricht erhielt. Nach der Highschool zog er nach New York City, wo er Cello bei Ardyth Alton und Orlando Cole und Komposition bei Morton Feldman und Bunita Marcus studierte, um sich dann am Mills College von Anthony Braxton ausbilden zu lassen. Er arbeitete mit verschiedenen Ensembles wie dem Quartett PEEP, Anthony Braxtons Creative Orchestra, Anthony Colemans Selfhaters und God Is My Co-Pilot sowie dem Saxophonisten John Zorn.
Ende der 1990er Jahre übersiedelte er nach Chicago. Hier war er Mitglied des Trio Troppo und leitete das Light Box Orchestra und die Gruppe Pillow (mit Michael Zerang, Liz Payne, Ben Vida und Michael Colligan). Daneben arbeitete er auch mit Ken Vandermark, Jim O’Rourke, Misha Mengelberg (Two Days in Chicago, 1999), Peter Brötzmanns Chicago Tentet (Short Visit to Nowhere, Signs, 2002/04), Tony Malabys Cellotrio, Joe McPhees Survival Unit III, der Noisejazz-Band The Flying Luttenbachers sowie mit Kevin Drumm und Axel Dörner. Neben seinen eigenen Projekten wie dem Trio Stirrup (The Avondale Addition, 2020) wirkt er jährlich an etwa zehn Jazz-, Rock- und Avantgardealben mit. Mit Gebhard Ullmann, Steve Swell und Michael Zerang bildet er Ullmann/Swell´s Chicago Plan.

## Diskographische Hinweise
- Theory of Motion mit Eric Bergkvist, Anthony Braxton, Mtafiti Imara, William D. Kelley, Randy McKean, Andreas Mniestris, Jeannie Parsons, Maureen Spranza, Rob Stephenson, Claude Truesdell, William Winant, Clyde Yasuhara, 1990
- Solos and Trios mit Eric Bergkvist, Michael Gendreau, 1991
- Personal Scratch, Soloalbum, 1996
- Joy of Being mit Michaël Attias, Rob Cimino, Edward Ratliff, 1997
- Building a Better Future mit Jeb Bishop, Jim O’Rourke, Michael Zerang, 1998
- Site-Specific (Duets for Cello and Guitar) mit Jim Baker, Jeb Bishop, John Corbett, Kevin Drumm, Charles Kim, Michael Krassner, Jim O’Rourke, Adam Sonderberg, Ben Vida, Michael Zerang, 1999
- Terminal 4 mit Josh Abrams, Jeb Bishop, Ben Vida, 2001
- A Valentine for Fred Katz mit Glenn Kotche, Jason Roebke, 2002
- When I'm Falling mit Jeb Bishop, Jason Roebke, Ben Vida, 2003
- Ken Vandermarks Territory Band: New Horse for the White House, 2004
- Other Valentines mit Jason Roebke, Frank Rosaly, 2005
- Peter Brötzmann's Chicago Tentet: Be Music, Night (2005)
- Aram Shelton's Fast Citizens: Two Cities mit Keefe Jackson, Josh Berman, Anton Hatwich, Frank Rosaly (Delmark Records, 2009)
- Joe McPhee Survival Unit III: Synchronicity (2011)
- Stine Janvin Motland/Fred Lonberg-Holm/Ståle Liavik Solberg/Frode Gjerstad:  VC/DC (Hispid, 2011)
- Fred Lonberg-Holm / Nick Stephens: Crackle: Six improvisations for Cello and Double Bass (Loose Torque, 2014)
- Ballister Trio: Mechanisms (Clean Feed, 2012), mit Dave Rempis, Paal Nilssen-Love
- Ada Trio + Steve Noble: Oto (2013)
- Stirrup (Clean Feed, 2018), mit Nick Macri, Charles Rumback
- Simon Camatta und Fred Lonberg-Holm: crazy notions (Umland Records 2018)
- Mars Williams: An Ayler Xmas Volume 2 (ESP-Disk, 2018)
- Michael Bisio, Kirk Knuffke & Fred Lonberg-Holm: Requiem for a New York Slice (2019)
- Lisbon Solo (2020)
- Michael Bisio, Kirk Knuffke und Fred Lonberg-Holm: The Art Spirit (2021)
- The Chicago Plan: For New Zealand (Not Two, 2022), mit Gebhard Ullmann, Steve Swell, Michael Zerang
- Fred Lonberg-Holm / Abdul Moimeme / Carlos Santos: Transition Zone (Creative Sources, 2022)
- Peter Brötzmann, Heather Leigh, Fred Lonberg-Holm: Naked Nudes (Trost, 2023)
- Dave Rempis, Elisabeth Harnik, Fred Lonberg-Holm, Tim Daisy: Earscratcher (2023)
- Ivo Perelman: Seven Skies Orchestra (2023).
- Stirrup: Picks Up the Thread (2023), mit Nick Macri, Charles Rumback